# I Want You (bài hát của Marvin Gaye)
"I Want You" là ca khúc do nhạc sĩ Leon Ware và Arthur "T-Boy" Ross sáng tác, được ca sĩ Marvin Gaye phát hành dưới dạng đĩa đơn. "I Want You" được ca sĩ Madonna và Massive Attack cover cho album tổng hợp năm 1995 của Madonna, Something to Remember và album vinh danh Marvin Gaye Inner City Blues: The Music of Marvin Gaye. Nó được phát hành như một đĩa đơn quảng bá vào năm 1995.